# Deyvid Sacconi
Deyvid Franck Silva Sacconi, meglio noto come Deyvid Sacconi (Alfenas, 10 aprile 1987), è un ex calciatore brasiliano, di ruolo centrocampista.
Durante la sua carriera, ha giocato per la maggior parte in patria vestendo, tra le altre, la casacca del Palmeiras e tentando più volte l'avventura all'estero (Azerbaigian, Giappone e Corea del Sud).

## Palmarès

### Club

#### Competizioni nazionali
- Supercoppa d'Azerbaigian: 1

Xəzər-Lənkəran: 2013